# Чулувек
Чулувек (пол. Czułówek) — село в Польщі, у гміні Черніхув Краківського повіту Малопольського воєводства.
Населення — 471 особа (2011).

## Демографія
Демографічна структура станом на 31 березня 2011 року:
|          | Загалом | Допрацездатний вік | Працездатний вік | Постпрацездатний вік |
| -------- | ------- | ------------------ | ---------------- | -------------------- |
| Чоловіки | 237     | 57                 | 160              | 20                   |
| Жінки    | 234     | 47                 | 139              | 48                   |
| Разом    | 471     | 104                | 299              | 68                   |